# Jussi Björling
Jussi Björling, właśc. Johan Jonatan Björling (ur. 5 lutego 1911 w Stora Tuna, zm. 9 września 1960 w Siarö) – szwedzki śpiewak operowy, tenor.

## Życiorys
Był synem śpiewaka Karla Davida Björlinga, w latach 1916–1921 śpiewał w kwartecie z ojcem oraz braćmi Göstą i Ollem. Koncertował z nim w Europie i Stanach Zjednoczonych. Następnie studiował pod kierunkiem Johna Forsella w Królewskiej Akademii Muzycznej w Sztokholmie. Debiutował w 1930 roku rolą Lamplightera w Manon Lescaut na scenie sztokholmskiej Opery Królewskiej, z którą pozostał związany do 1939 roku. Gościnnie występował w Operze Wiedeńskiej, Semperoper w Dreźnie i na festiwalu w Salzburgu. Przez wiele lat związany był z nowojorską Metropolitan Opera. W 1960 roku doznał ataku serca w trakcie przygotowań do przedstawienia Cyganerii w Covent Garden Theatre w Londynie, zdołał jednak pomimo tego wystąpić. W tym samym roku zakończył karierę sceniczną.
Zasłynął przede wszystkim jako odtwórca ról w operach Verdiego, Pucciniego, Leoncavalla i Mascagniego. Dokonał ponad 250 nagrań płytowych dla wytwórni HMV i RCA Victor. Opublikował autobiografię pt. Med bagaget i strupen (Sztokholm 1945). 